# Championnat du Brésil masculin de water-polo
Le championnat du Brésil de water-polo masculin est la principale compétition brésilienne masculine de water-polo, organisée par la Confederação Brasileira de Desportos Aquáticos. Il est sous la forme d'une ligue nationale depuis 2008, succédant au trophée João Havelange organisé depuis 1995.

## Historique
À la fin des années 2000, dans les quatre derniers mois de l'année civile, la ligue se joue en une phase régulière jouée en matches aller et retour, une phase à élimination directe détermine le champion. En 2010, un tour de qualification est introduit pour permettre la participation de clubs d'autres États du Brésil que ceux de Rio de Janeiro et São Paulo, omniprésents aux palmarès du championnat et de la coupe.

## Palmarès

### Trophée  João Havelange
- 1994 : Clube de Regatas Flamengo
- 1995 : Botafogo de Futebol e Regatas
- 1996 : Botafogo de Futebol e Regatas
- 1997 : Fluminense Football Club
- 1998 : Fluminense Football Club
- 1999 : Fluminense Football Club
- 2000 : Fluminense Football Club
- 2001 : Fluminense Football Club
- 2002 : Clube de Regatas Guanabara
- 2003 : Fluminense Football Club
- 2004 : Esporte Clube Pinheiros
- 2005 : Botafogo de Futebol e Regatas
- 2006 : Fluminense Football Club
- 2007 : Esporte Clube Pinheiros

### Ligue nationale
- 2008 : Esporte Clube Pinheiros[1]
- 2009 : Esporte Clube Pinheiros[1]
- 2010 : Esporte Clube Pinheiros[2],[3]
- 2011 : Fluminense Football Club[4]